# Job Bicknell Ellis
Job Bicknell Ellis (ur. 21 stycznia 1829 w Potsdamie, zm. 2 stycznia 1926 w Newfield) – amerykański mykolog.
Urodził się we wsi Potsdam w stanie Nowy Jork. W 1851 roku ukończył Union College w Schenectady. Rozpoczął pracę zawodową jako nauczyciel klasyki w Nowym Jorku, Pensylwanii i Południowej Karolinie. W 1856 r. został dyrektorem Canton Academy i w tym samym roku ożenił się z Arvillą Jane Bacon, która została jego asystentką i współpracownikiem naukowym. Mniej więcej w tym czasie Bicknell zaczął interesować się botaniką i mykologią, zbierając rośliny w weekendy z innymi nauczycielami. Zobaczył kopię Fungi Caroliniani Exsiccati Henry'ego Williama Ravenela i nawiązał z nim przyjaźń, która trwała aż do śmierci Ravenela w 1887 roku. 
W 1863 r. Ellis uczył w szkole publicznej we wsi Potsdam. Od 1864 do 1865 roku podczas wojny secesyjnej walczył po stronie Unii. Służył na parowej fregacie USS Susquehanna z Północnoatlantyckiej Eskadry Blokującej i był obecny podczas bombardowania Fort Fisher w dniach 24–25 grudnia 1864 r. i 13–15 stycznia 1865 r. Wojna odbiła się na jego duchu. Został zwolniony z marynarki wojennej 18 maja 1865 r. i wrócił do Potsdamu, a następnie osiadł w Newfield w stanie New Jersey, gdzie mieszkał aż do śmierci.

## Praca naukowa
Nie miał żadnego formalnego wykształcenia jako botanik ani mykolog, ale mykologia stała się jego pasją. Zajął się zbieraniem okazów grzybów w terenie, sporządzaniem eksykatów i ich wymianą. Pomagała mu w tym jego żona. Razem zebrali liczącą 200 000 okazów kolekcję eksykatów grzybów, które zostały wysłane do subskrybentów seriami między 1878 a 1894 r. W 1880 roku Ellis zaczął otrzymywać wsparcie finansowe od Benjamina Matlocka Everharta, bogatego kupca z West Chester w Pensylwanii. Razem są współautorami wydanego w 1892 r.  North American Pyrenomycetes. Wraz z kolegami Williamem A. Kellermanem i Benjaminem Matlackiem Everhartem założył w 1885 r. czasopismo Journal of Mycology, które potem zmieniło nazwę na Mycologia. Był autorem większości artykułów w pierwszych numerach tego czasopisma. Opisał ponad 4000 gatunków grzybów, a jego kolekcja ponad 100 000 okazów znajduje się obecnie w zielniku nowojorskiego ogrodu botanicznego. 
Był pionierem w zakresie mykologii w Ameryce Północnej. Znany stał się ze swoich badań nad workowcami (Ascomycetes) zwłaszcza z grupy grzybów zwanych Pyrenomycetes, obecnie zaliczanymi do Sordariomycetes. Korespondował ze znanymi mykologami w Ameryce i Europie. W 1896 roku, pod koniec swojego życia, Ellis sprzedał swoją kolekcję ponad 100 000 okazów nowojorskiemu Ogrodowi Botanicznemu. Biblioteka ogrodu botanicznego w 1983 roku otrzymała także „dużą skrzynkę” jego listów.
Ellis był płodnym autorem i napisał ponad 500 artykułów naukowych. Publikował je nie tylko w czasopiśmie Journal of Mycology, ale także w Botanical Gazette, Torrey Bulletin, American Naturalist i Proceedings of the Philadelphia Academy. Na cześć. Ellisa od jego nazwiska nadano nazwy ponad 100 taksonom grzybów
W naukowych nazwach utworzonych przez niego taksonów dodawane jest jego nazwiska Ellis.